# Яремків Михайло Миколайович
Михайло Миколайович Яремків (11 листопада 1957, с. Бережниця Стрийського району Львівської області) — український художник, педагог. Член Національної Спілки художників України, учасник понад 60-ти всеукраїнських та міжнародних виставок.

## Освіта
Закінчив Самбірське педагогічне училище, Дрогобицький педагогічний інститут ім. Івана Франка, Прикарпатський університет імені Василя Стефаника.

## Кар'єра
Працював художником-оформлювачем у Самбірській міжрегіональній художньо-оформлювальній майстерні, вчителем у заочній середній школі міста Самбора, з 1985 — викладач образотворчого мистецтва в Самбірському педагогічному коледжі імені Івана Филипчака.

## Творчість
Працює в жанрах пейзажу, натюрморту і жанрової композиції. Митцем створено серії картин, присвячених Самбору, рідному краю.
Важливі у творчому зростанні митця роботи: «Троянди», «Гармонія», «Недосяжне марево», «Втіха», «Хвилі трав», «З׳ява», «Краса кохання», «Сріблясті птахи», «Солодкі плоди».
Найбільше Михайло Яремків любить малювати квіти, створює яскраві гармонійні емоційно насичені образи. Майстер працює у техніці олійного живопису, застосовуючи прийом імпасто, творячи аля-пріма, на одному подиху.
Роботи Михайла Яремківа зберігаються у приватних колекціях України, Австрії, Німеччини, Польщі, США та інших країн.
На 17 березня 2011 у Національній бібліотеці України імені В. І. Вернадського відбудеться відкриття персональної виставки живопису Михайла Яремківа «Звуки квітів».

## Педагогічна діяльність
Значну увагу Михайло Миколайович приділяє вихованню юних художників. Він є автором
- словника-довідника образотворчих термінів «Мистецтво: види, жанри» (Тернопіль, 2006),
- навчального посібника «Композиція: творчі основи зображення» (Тернопіль, 2005; 2-ге вид. — 2009),
- довідника, присвяченого творчості художників Прикарпаття «Силуети рідного міста: на перетині історії та культури» (автор-упорядник М. М. Яремків. — Тернопіль, 2011).
- численних статей про художників Прикарпаття.